# Вестфилд (Пенсилванија)
Вестфилд (енгл. Westfield) град је у америчкој савезној држави Пенсилванија.

## Демографија
По попису из 2010. године број становника је 1.064, што је 126 (-10,6%) становника мање него 2000. године.
| Група             | 2000.         | 2010.         |
| Белци             | 1.158 (97,3%) | 1.037 (97,5%) |
| Афроамериканци    | 12 (1,0%)     | 11 (1,0%)     |
| Азијати           | 3 (0,3%)      | 1 (0,1%)      |
| Хиспаноамериканци | 7 (0,6%)      | 8 (0,8%)      |
| Укупно            | 1.190         | 1.064         |